# Ichthyostoma thulinii
Ichthyostoma thulinii är en akantusväxtart som beskrevs av Hedrén och Vollesen. Ichthyostoma thulinii ingår i släktet Ichthyostoma och familjen akantusväxter. Inga underarter finns listade i Catalogue of Life.